# Casa Llopis
La Casa Llopis és una casa del municipi de Cerdanyola del Vallès (Vallès Occidental) inclosa en l'Inventari del Patrimoni Arquitectònic de Catalunya.

## Descripció
És un edifici aïllat envoltat d'un gran jardí. L'accés principal és a través del jardí per la façana lateral esquerra. L'habitatge consta de planta baixa i un pis, amb coberta de teula i té, en general, obertures allindanades que a la part posterior són d'arc de mig punt amb emmarcaments sobresortints i amb decoració d'inspiració clàssica (palmetes, medallons esculpits, cartel·les, etc.). A la part superior de la construcció hi ha una barana perimetral de balustres que uneix els espais centrals esglaonats que coronen la façana principal i les dues laterals. Hi ha una torratxa i un mirador angulars a la part posterior, coberts de rajola blanca i blava.

## Història
La Casa Llopis va ser construïda l'any 1872 com a residència d'estiu. Posteriorment, el 1892, fou reformada.
La urbanització de la zona on està situada, que es va conèixer com el "barri de Dalt", s'havia iniciat vers l'any 1828, amb la construcció de cases en el carrer de Sant Ramon (antic camí de Cerdanyola a Sant Cugat). Els terrenys eren propietat del mas Serraparera. A partir del 1860, s'hi va realitzar un nou procés constructiu. (Datació per font